# Oecophylla smaragdina
Oecophylla smaragdina (auch Asiatische Weberameise) ist eine Art der Schuppenameisen aus der Gattung der Weberameisen. Charakteristisch und namensgebend für Weberameisen ist die Konstruktion eines Seidennestes, das ist ein Freinest aus Blättern, die mit von den Larven produzierten Seidenfäden „zusammengewoben“ werden. Das Verbreitungsgebiet reicht von Indien bis Nordaustralien. Ihre Schwesterart Oecophylla longinoda ist im tropischen Afrika beheimatet.

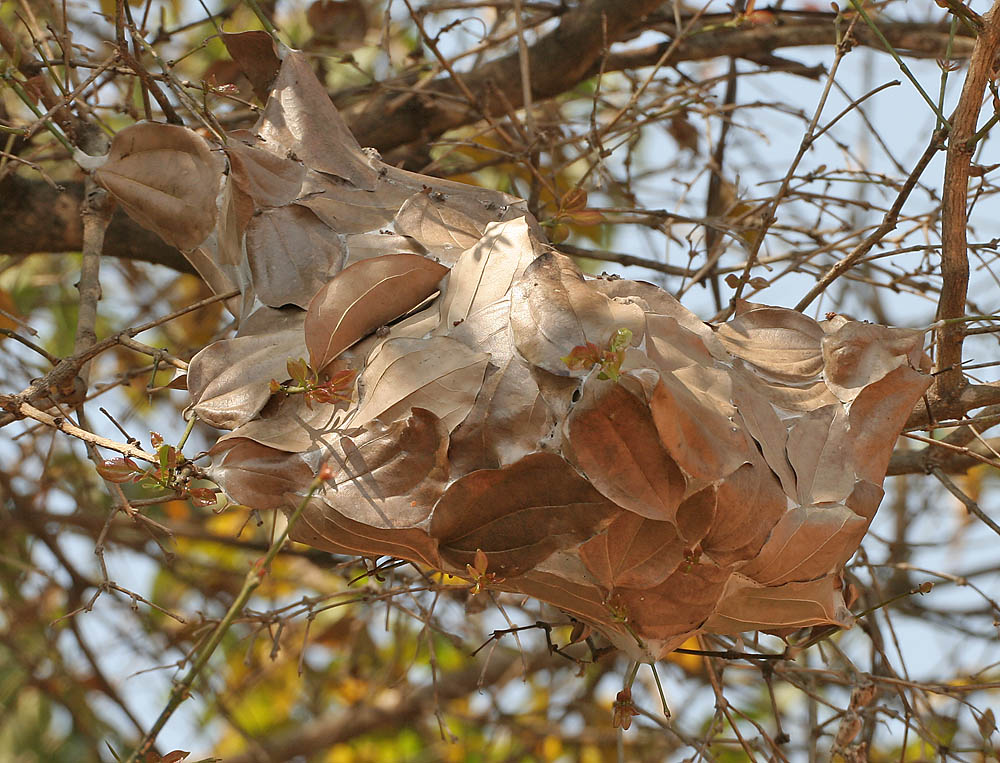
Seidennest im Kinnerasani Wildlife Sanctuary, Andhra Pradesh, Indien

Oecophylla smaragdina lebt räuberisch und von tierischem Aas. Die Ameisen sind wehrhaft, sie beißen und verspritzen Ameisensäure.

## Beschreibung
Die Königin besitzt eine Körperlänge von 13 bis 16 mm, ist grünlich und zunächst beflügelt. Die Männchen sind 6 bis 6,5 mm lang, schwarz gefärbt und beflügelt. Die Arbeiterinnen können ziemlich verschieden gestaltet sein, meist rötlich bis orange, in Nordaustralien mit grünem Hinterleib, ihre Körperlänge kann bis zu 9,5 mm betragen. Innerhalb eines Nestes leben Arbeiterinnen sehr verschiedener Körpergröße zusammen.
Die Gattung ist innerhalb der Formicinae bemerkenswert durch den sehr langen und schmalen Petiolus, der nicht schuppenförmig erhaben ist, auch die Beine sind ungewöhnlich lang und schlank. Die Komplexaugen der Arbeiterinnen sind sehr groß. Die langen und schlanken Antennen sind zwölfgliedrig mit sehr langem Scapus, ihre Einlenkungsstelle liegt weit vom Rand des Clypeus entfernt, die Endglieder bilden keine Keule. Die Mandibeln besitzen zehn oder mehr Zähne, mit großem Endzahn. Die Tiere besitzen Maxillarpalpen mit fünf und Labialpalpen mit vier Segmenten. Weder am Rumpf noch auf dem Propodeum sitzen Dornen oder Zähne.
Die Art kann von der zweiten Art der Gattung, Oecophylla longinoda, gewöhnlich schon anhand des Verbreitungsgebiets unterschieden werden (keine sympatrischen Vorkommen bekannt). Morphologische Unterschiede sind: Bei Oecophylla smaragdina ist der Petiolus flacher, seine ventrale Oberfläche ist eben, nicht konvex wie bei Oecophylla longinoda. Außerdem sind die Stigmen des Petiolus von oben gesehen stark hervortretend.

## Staat

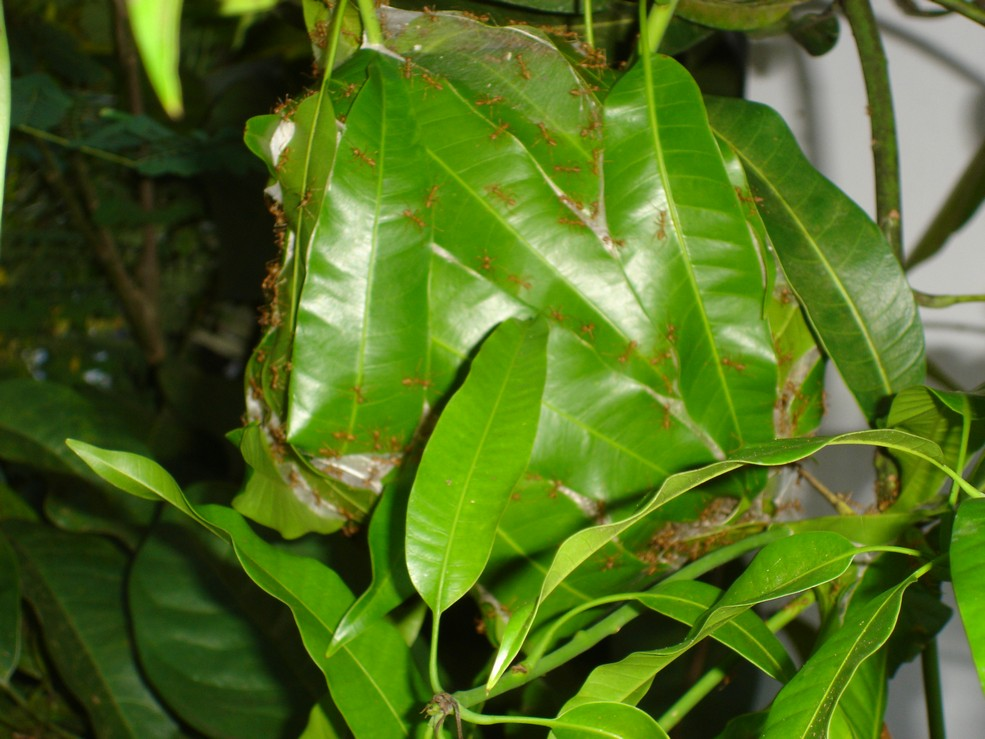
Seidennest in einem Mangobaum in Indien

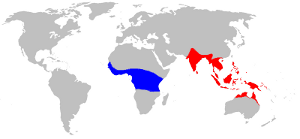
Verbreitung der Weberameisen (Oecophylla)
rot: Oecophylla smaragdina
(blau: Oecophylla longinoda)

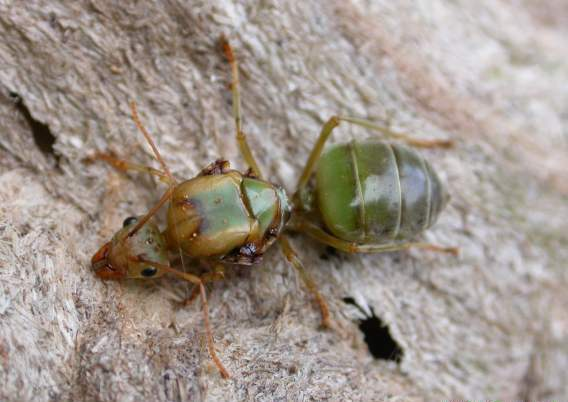
Königin, die ihre Flügel verloren hat.

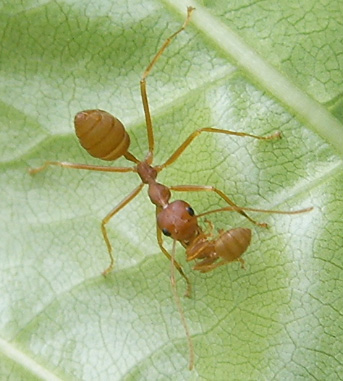
Eine große Arbeiterin trägt eine kleine.

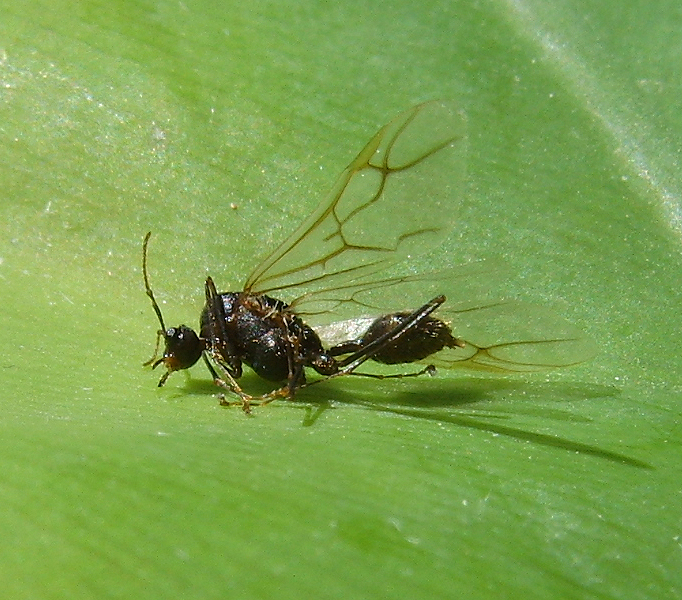
Geflügeltes Männchen, Thailand

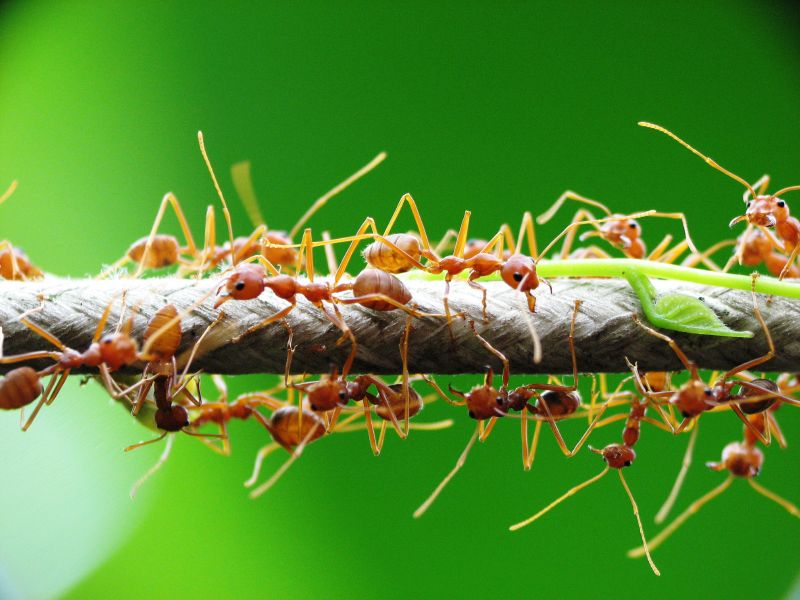
Arbeiterinnen

Die Staaten von Oecophylla smaragdina können sehr groß sein und bis zu hundert Seidennester mit zusammen etwa 500.000 Tieren in beispielsweise 21 größeren Bäumen auf einer Fläche von 1500 m2 umfassen. Die territoriale Abgrenzung von Staaten untereinander erfolgt über komplexe Kommunikationsmuster.
Die meisten Staaten beherbergen nur eine Königin, sie sind monogyn. Einige, besonders im Norden Australiens, können auch polygyn sein und bis zu sechs Königinnen besitzen. Die Entstehung der Polygynie wird als eine Strategie gesehen, Ausfall einer Königin durch Parasitenbefall zu kompensieren.

### Nester und Nestbau
Zum Nestbau schwärmen Arbeiterinnen der großen Morphe (sog. Majores) in geeigneten Teilen der Baumkrone aus. Hier versuchen sie, Blattränder oder -spitzen lebender, grüner Blätter zu sich herzuziehen. Gelingt dies einer Arbeiterin, beginnen andere, sie zu unterstützen. Um weiter entfernt wachsende Blätter zu der entstehenden Struktur herzuziehen, können die Tiere lange Ketten bilden, bei denen die Tiere übereinander klettern und sich dann mit ihren Mandibeln am Petiolus von Nestgenossinnen festhalten. Oft arbeiten zahlreiche solcher Ketten parallel zueinander, wodurch erhebliche Zugkräfte entwickelt werden können. Obwohl auch andere Ameisenarten Teams bilden ist diese Kettenbildung nur von der Gattung Oecophylla bekannt. Sind genügend Blätter zu einer zeltartigen Konstruktion zusammengezogen, halten einige Arbeiterinnen sie wie lebende Klammern in Form. Andere beginnen damit, Larven aus benachbarten bestehenden Nestern herbeizutragen. Mit der von den Larven produzierten Seide spinnen sie die Blätter zusammen. Nur jüngere Larven des dritten Larvenstadiums geben dabei Seidenfäden ab, sie besitzen dazu stark vergrößerte Seidendrüsen. Für die übliche Funktion der Seide, den Bau von Kokons zur Verpuppung, wird diese bei Oecophylla nicht mehr eingesetzt. Die Arbeiterin trägt die bewegungslose Larve in ihren Mandibeln und bewegt sie wie ein Weberschiffchen über den Spalt vor und zurück. Zusätzlich werden Seidenwände gesponnen, um verbleibende Lücken zu verschließen. Oft werden zusätzlich tunnelartige Galerien zu andern Nestern angelegt. Zusätzlich werden auch noch Schutzpavillons für Schildlauskolonien angelegt, von deren Ausscheidungen sich die Ameisen ernähren.

## Beziehungen zu anderen Organismen

### Symbiose: Symphylie (Trophobiose)
Es besteht eine Symbiose in Form einer Symphylie als Trophobiose zu dem obligat myrmekophilen Bläuling Anthene emolus. Bläulingweibchen werden durch die Anwesenheit von Oecophylla smaragdina zur Eiablage angeregt. Die ausschlüpfenden Larven werden von den Ameisen in Pavillons getragen, wo sie Nahrung finden und ständig gepflegt werden. Im dritten und vierten Larvalstadium sezernieren die Larven eine energiereiche Körperflüssigkeit mit ca. 200 Joule pro Raupe, welche von den Ameisen begierig aufgenommen wird. Nach der Verpuppung besteht keine Attraktivität mehr, die Schmetterlingspuppen werden aber von den Ameisen nicht angegriffen (man spricht von Probiose). Die schlüpfenden Anthene emolus genießen keinen Schutz und werden manchmal von Oecophylla smaragdina erbeutet.
Oecophylla smaragdina sind aphidophil, das heißt, sie leben häufig mit myrmekophilen Schnabelkerfen trophobiotisch zusammen, die sie beschützen und von denen sie exzernierte Nährstoffe erhalten. Trophobiotische Beziehungen bestehen in Nordaustralien (Nord-Queensland) zu Pflanzenläusen (Sternorrhyncha), Zikaden (Auchenorrhyncha), Napfschildläusen (Coccidae wie Coccus sp., Milviscutulus sp.), Buckelzirpen (Membracidae wie Sextius sp.), Toxoptera aurantii, Blattläusen, Schmierläusen (Pseudococcidae wie Zitrusschmierlaus), Icerya sp. (Margarodidae), Eriococcidae, Austrotartessus sp. (Zwergzikaden, Cicadellidae) und den Bläulingsraupen (Anthene seltuttus und Arhopala centaurus).

### Mimikry

#### Visuelle Mimikry
Einige Gliederfüßer wie Insekten und Spinnen ahmen Oecophylla smaragdina durch anatomische Strukturen nach (Mimikry), wodurch sie Fressfeinde abschrecken oder sich den Ameisen nähern können. Sie sind häufig in der Nachbarschaft der Ameisen anzutreffen.
Homodes bracteigutta ahmt als Schmetterlingsraupe mit ihren Körperenden Oecophylla smaragdina nach, als würde sie bereits als Beute davongeschleppt. Möglicherweise ahmt auch der Zweiflügler Acrostichum aureum (Körpergröße 9 mm) Oecophylla smaragdina nach.
Die Krabbenspinne Amyciaea lineatipes (Körpergröße 5–7 mm) und die Springspinne Myrmarachne plataleoides (Körpergröße 6–11 mm) ahmen Einzeltiere der Ameise nach. Bei Amyciaea lineatipes trägt der Hinterleib zwei Augenflecken, bei Myrmarachne plataleoides sind die Augenflecken auf den großen Cheliceren, welche den Kopf der Ameise vorgeben. Beide Spinnenarten erbeuten und fressen Arbeiterinnen der Oecophylla smaragdina. Diese Art der räuberischen Beziehung wird als Synechthrie oder Syllestium bezeichnet.

#### Olfaktorische Mimikry
Die myrmekophile Springspinne Cosmophasis bitaeniata (Keyserling) imitiert den Geruch ihres Wirtes, indem sie gleichartige Kohlenwasserstoffe produziert und sich damit tarnt. Cosmophasis bitaeniata ist kein symbiotischer Ameisengast, sondern betreibt Synechthrie oder Syllestium, sie nimmt die Larven aus den Mandibeln kleinerer Arbeiterinnen der Oecophylla smaragdina und frisst sie. Äußere Ähnlichkeit zwischen Cosmophasis bitaeniata und Oecophylla smaragdina besteht nicht.

### Beziehung zu Pflanzen, Fressfeinden und Nutzen für den Menschen
Mangroven können besser in Anwesenheit von Oecophylla smaragdina gedeihen, da herbivore Lebewesen durch die Ameisen stark kontrolliert werden. Da die Ameisen Mangroven schützen, wurden sie auch zum Schutz bei Mangrovenanpflanzungen am Mekong eingesetzt. Bereits die Anwesenheit der Pheromone von Oecophylla smaragdina schreckt herbivore Insekten wie Rhyparida wallacei ab.
Eine zentrale Rolle spielen Lianen, welche beispielsweise im Norden Australiens 68 % der Besiedelungspflanzen ausmachten, insbesondere Entada phaseoloides und  Caesalpinia traceyi. Auf Lianen können trophobiotische Schmierläuse besser gedeihen als an Bäumen.
Schon lange ist Oecophylla smaragdina als Biologische Schädlingsbekämpfung in der Landwirtschaft Südostasiens und Nordaustraliens beliebt, trotz ihrer schmerzhaften Bisse.
Die Ameisenlarven werden gern von Vögeln gefressen, z. B. durch den Orangespecht; in Thailand werden die großen Königinnenlarven auch für den menschlichen Verzehr gehandelt.
Die Eier der Art sind im ländlichen Laos Teil der „Ant Egg Soup“ und werden in diesem Sinne auch als „Dschungel-Kaviar“ bezeichnet. Dafür sammeln Bauern die Eier im Spätsommer von Hand aus den Nestern und trennen sie von den Ameisen, die ihre Brut mit Bissen verteidigen.

## Systematik
Die Art ist eine von nur zwei rezenten Arten der Gattung Oecophylla. Diese steht innerhalb der Formicinae relativ isoliert und wird gewöhnlich als einzige Gattung (monotypisch) in einen Tribus Oecophyllini gestellt. Diese Position ist bei genetischen Analysen (Phylogenomik, Analyse der Verwandtschaftsbeziehungen mittels homologer DNA-Sequenzen) bestätigt worden. Die Gattung ist seit langer Zeit nicht morphologisch revidiert worden, so dass der Status der Arten und Unterarten schlecht gesichert ist.

### Synonyme
Die Art wurde erstbeschrieben unter dem Namen (Basionym) Formica smaragdina Fabricius, 1775
Synonyme sind: Oecophylla virescens (Fabricius, 1775), Oecophylla macra (Guérin-Méneville, 1831), Oecophylla viridis (Kirby, 1819), Oecophylla zonata (Guérin-Méneville, 1838).
Oecophylla smaragdina ist Typusart der Gattung Oecophylla.

### Unterarten und deren Verbreitung
Als Unterarten wurden benannt:

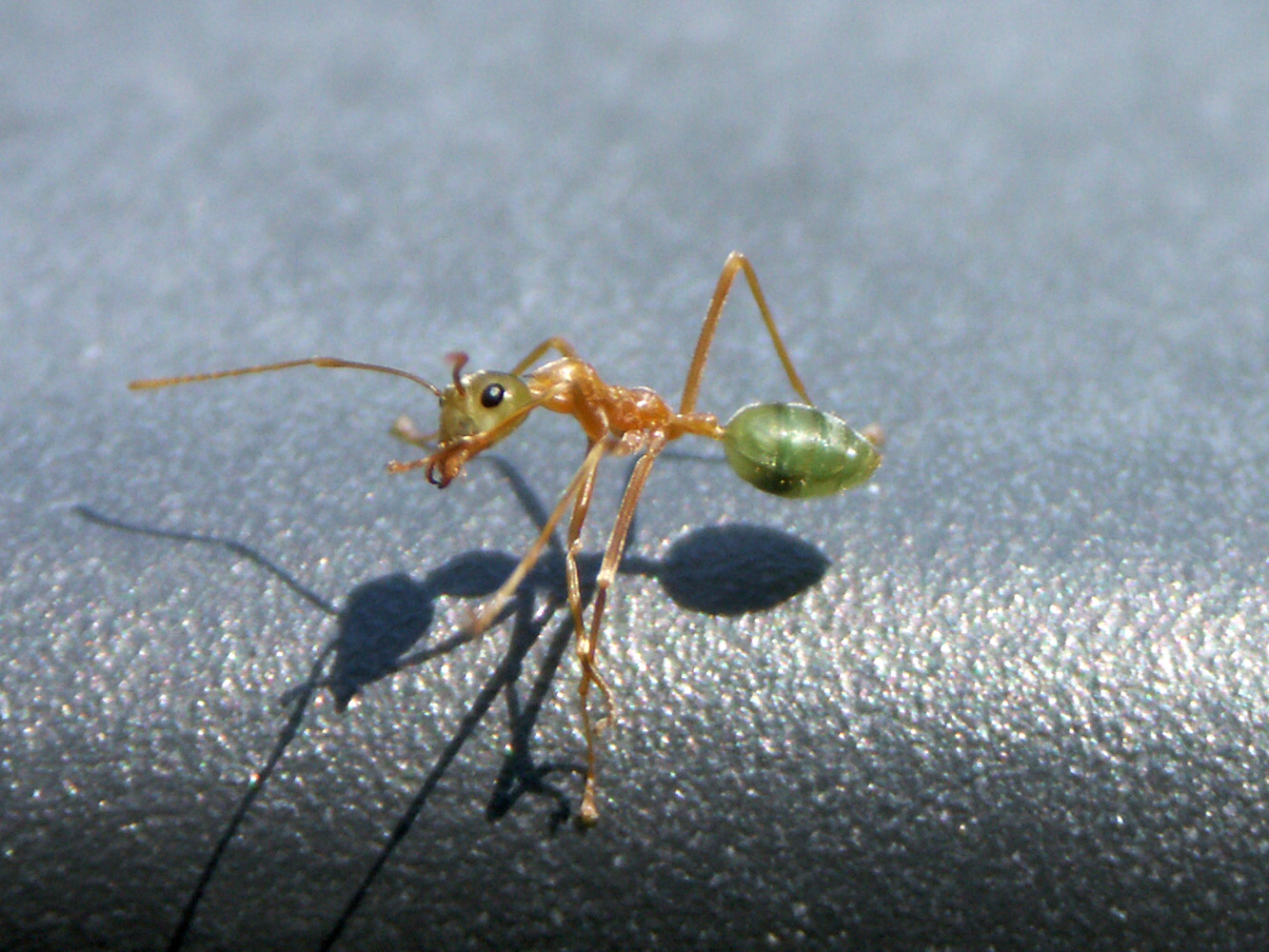
Arbeiterin aus der Nähe von Cape Tribulation, Queensland, Australien

- Oecophylla smaragdina smaragdina (Nominatform)
- Oecophylla smaragdina fuscoides Karavaiev, 1933
- Oecophylla smaragdina gracilior Forel, 1911
- Oecophylla smaragdina gracillima Emery, 1893
- Oecophylla smaragdina selebensis Emery, 1893
- Oecophylla smaragdina subnitida Emery, 1892

Sieben genetisch distinkte Gruppen von Oecophylla smaragdina wurden beschrieben und durch Unterschiede ihrer mitochondrialen DNA im Cytochrom B Gen (Cytb), Cytochrom Oxidase Untereinheit I (COI) und des nukleären Opsin-Gens (LW Rh) differenziert. Gruppe 1 lebt in Indien außer West-Bengalen; Gruppe 2 in Bengalen, indonesische Halbinsel, Malaiische Halbinsel und auf den größeren Sundainseln einschließlich Lombok und Sumbawa; Gruppe 3 auf den Philippinen; Gruppe 4 auf Flores; Gruppe 5 auf Sulawesi; Gruppe 6 auf Halmahera; Gruppe 7 auf Neuguinea und Nordaustralien. Die Gruppierung spiegelt die geologischen Möglichkeiten der Besiedelung während der Kaltzeiten wider.
Bei der Unterart in Australien sind auch die Arbeiterinnen teilweise grün gefärbt.